# Miriam Margraf
Miriam Margraf (* 23. August 1964 in Halle (Saale)) ist eine deutsche Schriftstellerin, Übersetzerin und Musikkritikerin.

## Leben
Die Tochter der Schriftstellerin Waldtraut Lewin studierte an der Hochschule für Schauspielkunst „Ernst Busch“ Berlin und wirkte an Theateraufführungen und Filmen mit, ehe sie 1983 freischaffende Schriftstellerin wurde. Sie schrieb Reportagen und Musikkritiken, debütierte 1984 als Buchautorin beim Kinderbuchverlag Berlin und beschäftigt sich seit 2007 mit dem Thema Pferdesport. Sie übersetzt Kinderbücher aus dem Englischen (Lauren Brooke, Stacy Gregg, Dan Greenburg), schreibt Hörspiele und ist auch als Web-Designerin tätig. Die gemeinsam mit ihrer Mutter verfasste Wolfsbande-Reihe wurde ins Französische übersetzt.

## Werke (Auswahl)

### Kinderbücher
- Reitstunde bei Robita und andere Geschichten, Der Kinderbuchverlag Berlin, Berlin 1984
- Neue Freunde und noch eine Geschichte,  Illustrationen von Christiane Knorr, Der Kinderbuchverlag Berlin, Berlin 1986 (Die kleinen Trompeterbücher Bd. 177). ISBN 3-358-00720-0
- Sorgen um Blacky, Illustrationen von Christiane Knorr, Der Kinderbuchverlag Berlin, Berlin 1990 (Die kleinen Trompeterbücher Bd. 192). ISBN 3-358-01502-5
- Dino-Alarm!!!, Illustrationen von Thomas Thiemeyer, Ravensburger Buchverlag, Ravensburg 2004. ISBN 3-473-34818-X
- Ein magischer Pferdesommer, Ensslin Verlag, Würzburg 2007, ISBN 978-3-401-45309-5

### Krimis
- Kleiner Fisch frißt großen Fisch, mit Waldtraut Lewin, Argument Zweite Reihe. Hamburg/Berlin 1997. ISBN 3-88619-925-8
- Der Mönch und die Hexe, cbj, München 2004. ISBN 3-570-12809-1
- Weiberwirtschaft. Ein Hansekrimi, mit Waldtraut Lewin, Die Hanse, Hamburg 2004. ISBN 3-434-52810-5
- Männersache. Ein Hansekrimi, mit Waldtraut Lewin, Die Hanse, Hamburg 2005. ISBN 3-434-52816-4

### Wolfsbande-Buchreihe (mit Waldtraut Lewin)
- Der Mönch, Ravensburger Buchverlag, Ravensburg 2001
- Der Freund, Ravensburger Buchverlag, Ravensburg 2001
- Das Mädchen, Ravensburger Buchverlag, Ravensburg 2001
- Der Bote, Ravensburger Buchverlag, Ravensburg 2001
- Die Hexe, Ravensburger Buchverlag, Ravensburg 2002
- Das Turnier, Ravensburger Buchverlag, Ravensburg 2002

Taschenbuchausgaben
- Die Maske des Wolfes, Ravensburger Buchverlag, Ravensburg 2005
- Die Rache der Wölfe, Ravensburger Buchverlag, Ravensburg 2006

### BuchreiheDie Pferdeflüsterer vom Mühlenfließ
- Alles für Alando, Verlag SchneiderBuch Egmont, Köln 2009. ISBN 978-3-505-12669-7
- Merlins letzte Chance, Verlag SchneiderBuch Egmont, Köln 2010. ISBN 978-3-505-12681-9

## Hörspiele
- 1982: Hans Siebe: Der Tote im fünften Stock (Petra Liebedank) – Regie: Barbara Plensat (Kriminalhörspiel – Rundfunk der DDR)